# 奥弗涅 (行省)
奥弗涅（法語發音：[ovɛʁɲ]；奥克语：Auvèrnhe / Auvèrnha）是法国中南部的一个行省。历史上它是奥弗涅伯爵的领地，现在它是奥弗涅大区，首府是克莱蒙费朗。

## 历史
奥弗涅先后被罗马帝国、西哥特征服，公元507年被法兰克人征服。腓力二世结束了奥弗涅的自治地位，把它定为王室领地。几乎未受英法百年战争、宗教战争与瘟疫的影响。法国大革命前，奥弗涅是个农业地区。